# DP del Lleó b
DP del Lleó b és un planeta extrasolar que orbita l'estrella DP del Lleó, localitzat aproximadament a 1.304 anys llum, en la constel·lació del Lleó. Aquest planeta té almenys unes 6,28 vegades la massa de Júpiter i triga 23,8 anys a completar el seu període orbital, amb un semieix major de 8,6 ua. Aquest planeta orbita dos estels, una nana blanca i una nana vermella. Va ser descobert el 16 de desembre de 2009.